# Коукал південно-східний
Коука́л південно-східний (Centropus burchellii) — вид зозулеподібних птахів родини зозулевих (Cuculidae). Мешкає у Східній і Південній Африці. Вид названий на честь англійського натураліста Вільяма Берчелла (1781—1863). Раніше він вважався конспецифічним з білобровим коукалом, однак був визнаний окремим видом. 

## Опис

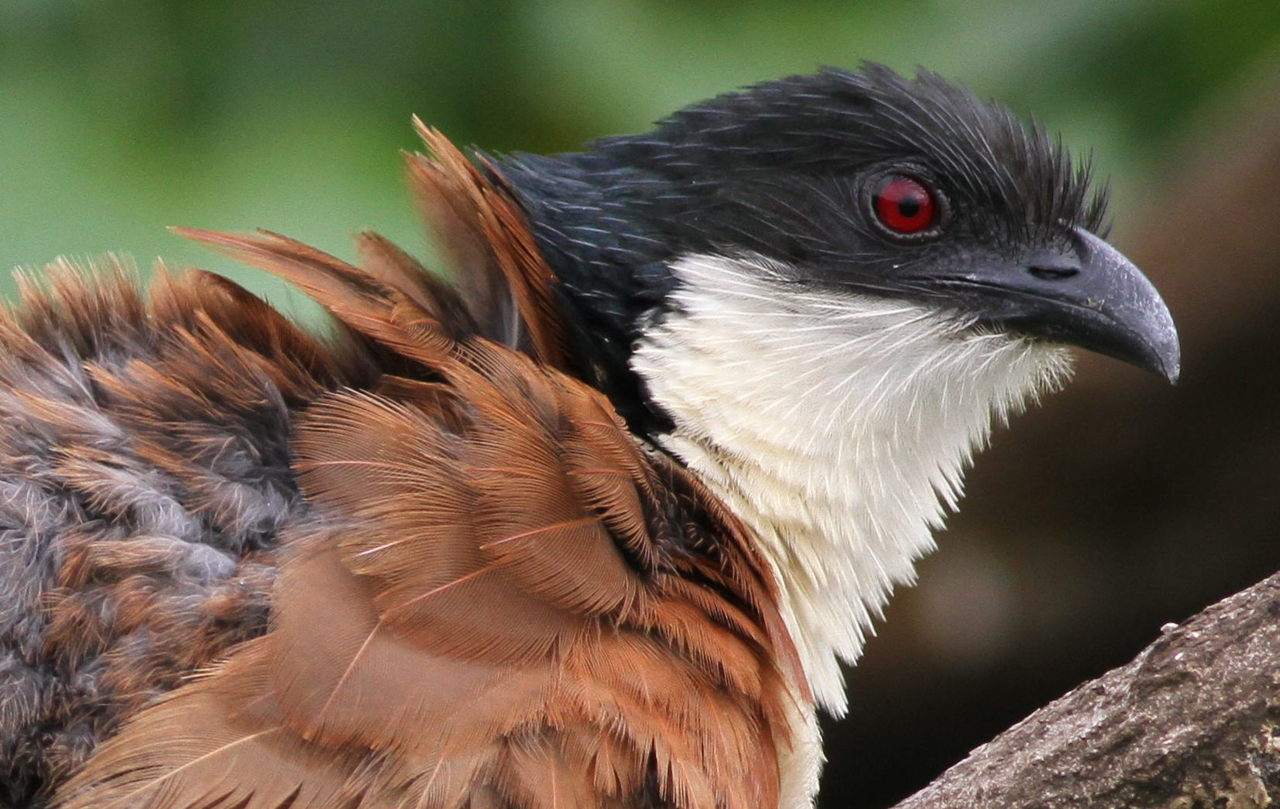
Південно-східний коукал

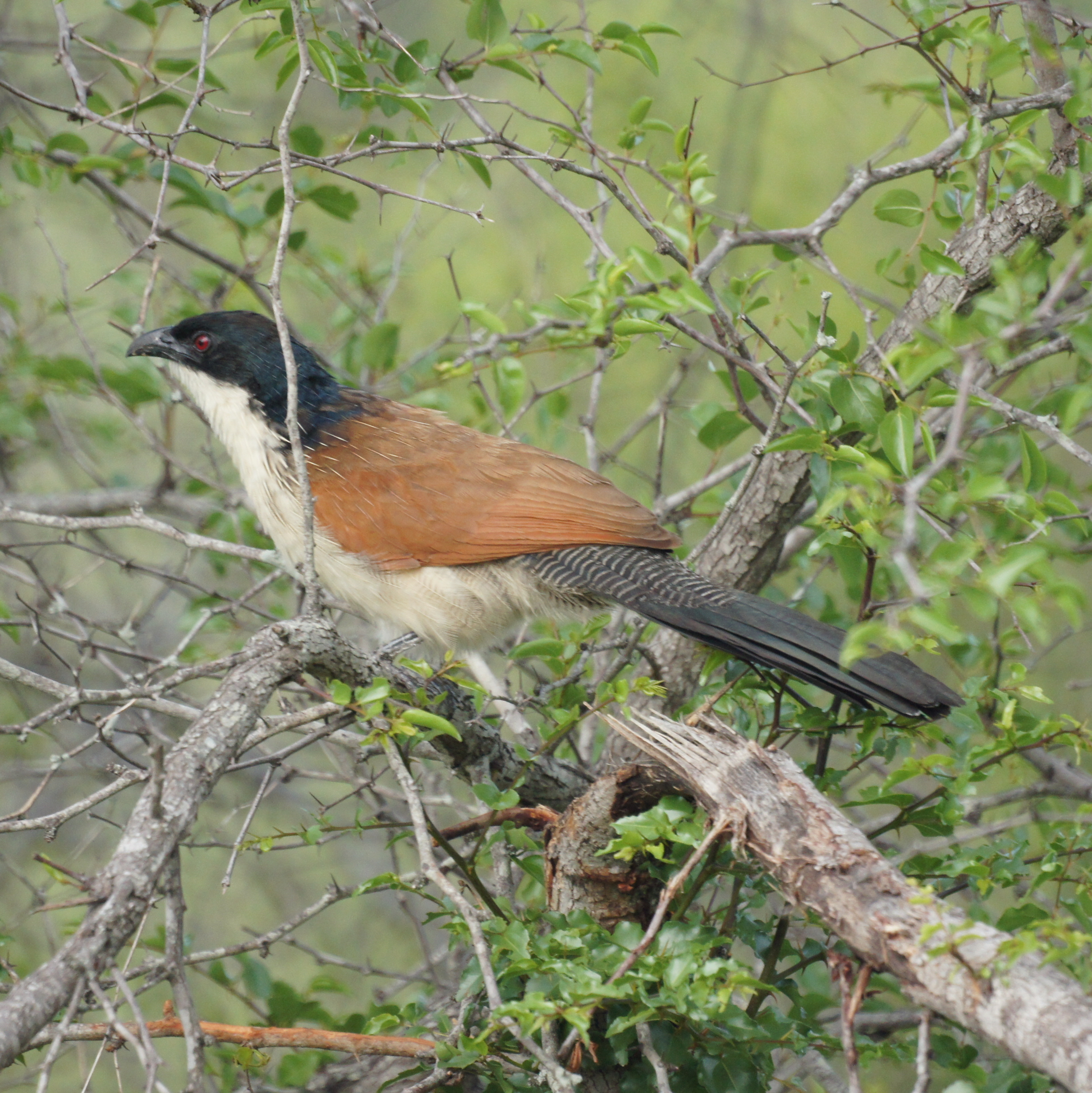
Південно-східний коукал (Лімпопо, ПАР)

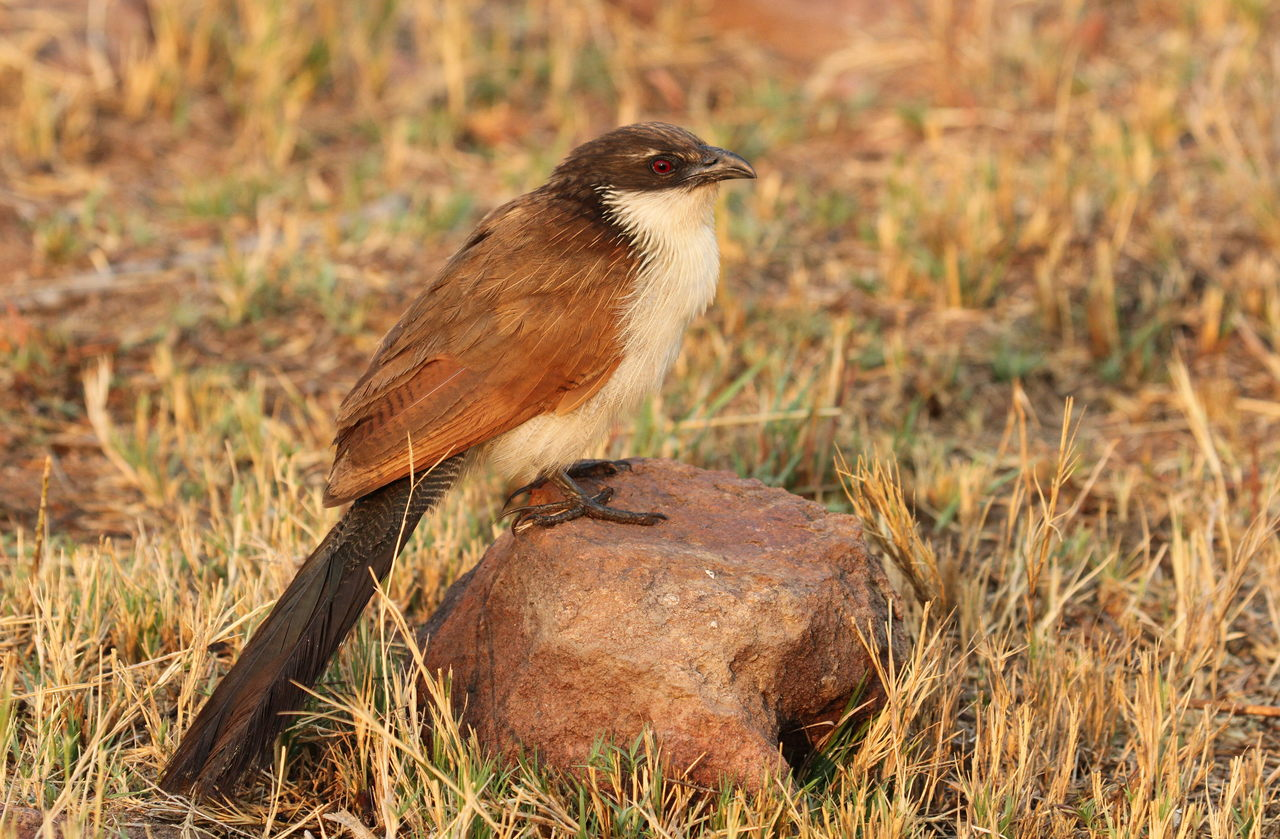
Південно-східний коукал (ПАР)

Довжина птаха становить 36-42 см, вага 145-210 г. Самиці є дещо більшими за самців. Верхня частина голови і шия чорні, поцятковані білими смужками, над очима білі "брови", на обличчі чорна "маска". Спина рудувато-коричнева, крила каштанові, боки і надхвістя смугасті, чорно-білі, хвіст чорнувато-бурий з зеленим відблиском. Нижня частина тіла кремово-біла. Очі червоні, дзьоб чорний, лапи чорні або сірувато-чорні.

## Підвиди
Виділяють два підвиди:
- C. b. fasciipygialis Reichenow, 1898 — від крайнього південного сходу Танзанії (зокрема, на острові Мафія) до східного Зімбабве і Мозамбіку (на південь до Бейри);
- C. b. burchellii Swainson, 1838 — від східної Ботсвани до південного Зімбабве, Мозамбіку і ПАР.

## Поширення і екологія
Південно-східні коукали мешкають в Танзанії, Мозамбіку, Зімбабве, Ботсвані, Південно-Африканській Республіці, Лесото і Есватіні. Вони живуть на вологих луках, зокрема на заплавних, на болотах, в очеретяних заростях на берегах річок і озер. Зустрічаються на висоті до 2800 м над рівнем моря. Живляться комахами, павуками, равликами, ящірками, зміями, жабами, дрібними гризунами і птахами, а також яйцями. Південно-східні коукали є моногамними птахами, ведуть осілий спосіб життя. Сезон розмноження триває з вересня по лютий. В кладці від 3 до 5 білих яєць, інкубаційний період триває 14-18 днів.